# Operation Tan No. 2
Die Operation Tan No. 2 (jap. 第二次丹作戦, dai-ni-ji tan-sakusen) war eine japanische Operation, die am 11. März 1945 während des Pazifikkriegs im Zweiten Weltkrieg stattfand. Die Operation war ein Shimpū-Tokkōtai-Angriff, der von den Piloten von 24 Yokosuka-P1Y-Ginga-Bombern in den letzten Stunden des 11. März gegen die Flugzeugträger der amerikanischen 5. Flotte ausgeführt wurde. Ziel des Kamikazeangriffes war, mehrere oder sogar alle Träger zu beschädigen, damit sie nicht an den bevorstehenden Operationen der Schlacht um Okinawa teilnehmen konnten.

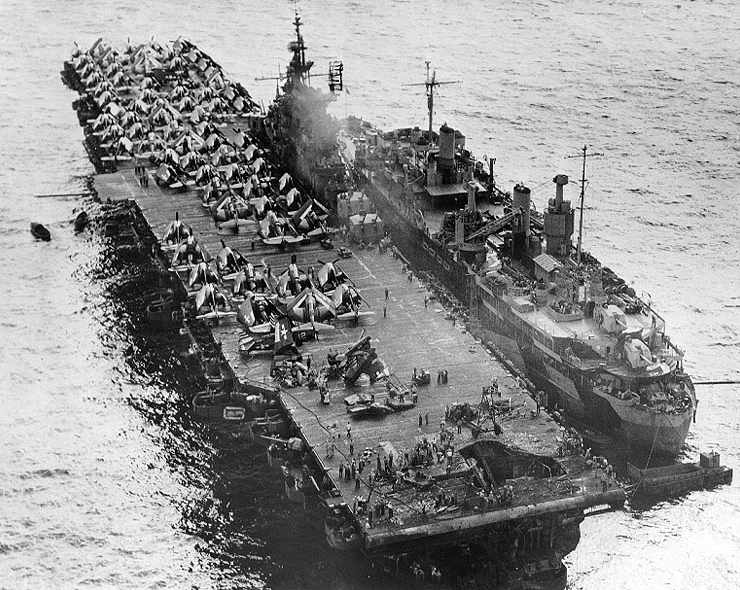
Die Feuer auf dem getroffenen Flugzeugträger USS Randolph werden am Morgen nach der Operation Tan No. 2 durch ein Reparaturschiff bekämpft.

## Verlauf der Operation Tan

### Beginn
Die Operation Tan No. 2 wurde von dem japanischen Admiral Ugaki Matome, der im Februar 1945 zum Befehlshaber der 5. Luftflotte ernannt worden war, entwickelt. Ugaki ersann Pläne für massive Tokkotai-Angriffe gegen die amerikanischen Schiffe. Ende Februar 1945 wurde er durch Admiral Osami Nagano zum Oberbefehlshaber aller Shimpū Tokkōtai-Geschwader ernannt. Ab diesem Zeitpunkt organisierte er Kamikaze-Angriffe gegen die amerikanischen Schiffe, zuerst gegen die Fast Carrier Task Force vor Formosa, dann gegen die alliierten Geleitträger vor der Insel Iwojima. Am 6. März 1945 erhielt Admiral Ugaki von einem Aufklärungsflugzeug die Meldung, in den Gewässern um das Atoll von Ulithi seien viele amerikanische Schiffe versammelt. Diese Schiffe waren Bestandteil der 5. US-Flotte. Es waren zum Teil Flottenträger (unter ihnen die Flugzeugträger Randolph und Hancock), die von einigen leichten Kreuzern und zwei Zerstörerverbänden (Destroyer Squadron, kurz DesRon) geschützt wurden. Admiral Ugaki entwickelte daraufhin einen Plan, um diese feindlichen Schiffe, die an der bevorliegenden Invasion Okinawas teilnehmen sollten, zu zerstören, noch bevor sie Ulithi verlassen konnten.
Der von Ugaki formulierte Angriffsplan, der den Codenamen Operation Tan No. 2 erhielt, wurde sofort vom Kaiserlichen Marinehauptquartier in Tokio unter Admiral Osami Nagano zur Durchführung freigegeben. Ugaki wählte die daran beteiligten Einheiten persönlich aus, wobei die Wahl auf die Piloten des Azusa-Geschwaders fiel. Diese Einheit war auf dem Flugplatz Kanoya stationiert und bestand aus 30 Yokosuka P1Y Bombern. Diese Flugzeuge sollten am Morgen des 10. März mit einer 1000-Kilo-Bombe bewaffnet und eskortiert durch ein Geschwader von Ki-84-Jagdflugzeugen abheben. Wenn daraufhin alles nach Plan lief, konnten die Bomber Ulithi um 22.00 Uhr erreichen, während die Jagdflugzeuge schon nach einer Stunde Flug umkehren sollten. Die Bomber sollten über Ulithi einen Selbstmordangriff gegen die amerikanischen Schiffe fliegen, wobei die feindlichen Flugzeugträger als primäre Ziele galten. Die japanischen Flugzeuge des Azusa-Kampfgeschwaders wurden am Morgen des 10. März mit der Bombe ausgestattet und zum Start vorbereitet, während die Piloten die letzten Anweisungen von Ugaki persönlich erhielten. Die Männer tranken auch die bei Kamikaze-Missionen übliche Sake-Ration und starteten um 13.00 Uhr vom Flugplatz Kanoya. Die Jagdflugzeuge begleiteten die 27 beteiligten Bomber einen Teil der Strecke zum Ziel, dann kehrten die Ki-84 wie geplant um. Aufgrund der schlechten Wetterbedingungen wurde die Operation jedoch abgesagt und die 27 Bomber kehrten zurück zum Flugplatz.

### Angriff
Die Operation wurde auf den folgenden Tag verschoben. Am Mittag konnten die Bomber schließlich starten. Die Flugzeuge bekamen nur so viel Treibstoff, um zum Ziel zu gelangen, weil eine Rückkehr nicht geplant war. Nach den üblichen Zeremonien stiegen die Piloten in die Flugzeuge, kurz nach 16.00 Uhr hoben die Bomber ab. Die angeforderte Ki-84-Eskorte konnte wegen Motorproblemen nicht eingreifen. Die P1Y Bomber mussten also auf die Eskorte verzichten; schon nach wenigen Minuten Flug mussten 6 der 24 eingesetzten Maschinen wegen mechanischen Störungen abdrehen und kehrten daraufhin nach Kanoya zurück. Die noch einsatzfähigen Bomber flogen nicht in Formation, um Sprit zu sparen. Nur sechs Maschinen erreichten den vorgeschriebenen Sammelpunkt über Ulithi, da alle anderen Flugzeuge auf Grund von Treibstoffmangel unterwegs abstürzten oder notlanden mussten.
Die verbliebenen Flugzeuge kreisten einige Male über dem Atoll, konnten sich wegen der vorgeschriebenen Verdunkelung der amerikanischen Schiffe und der Hafenanlagen aber nicht orientieren. Radiokontakt mit dem Flugplatz war zwar ab diesem Zeitpunkt offiziell untersagt, doch Ugaki brach die Funkstille und die Besatzungen erhielten durch ihn den Befehl zum Angriff. Daraufhin gingen sie in den Sturzflug über, um die feindlichen Kriegsschiffe zu rammen. Obwohl die Matrosen auf den amerikanischen Schiffen in Ulithi nicht auf einen feindlichen Luftangriff vorbereitet waren, erscholl kurz nach dem Beginn des Angriffes der Fliegeralarm. Mehrere Flugabwehrkanonen wurden bemannt, woraufhin zwei der angreifenden japanischen Bomber (die P1Y konnte im Sturzflug keine großen Geschwindigkeiten erreichen) noch vor dem Aufprall abgeschossen wurden. Ein weiteres Flugzeug wurde durch die amerikanischen Flugabwehrkanonen am rechten Triebwerk getroffen und beschädigt, konnte jedoch auf dem Wasser der Lagune notlanden, die Besatzung kam dabei ums Leben. Weitere zwei Bomber gingen zwar zum Sturzflug über und wurden nicht getroffen, stürzten aber etwa 200 Meter von ihren Zielen entfernt ins Wasser. Die beiden Flugzeugträger USS Randolph und USS Hancock wurden dabei durch Splitter leicht beschädigt. Die letzte Maschine jedoch konnte die USS Randolph treffen, durchbrach die beiden oberen Decks sowie Flugdeck und Bordhangar, und explodierte schließlich in der Bordküche. Der japanische Pilot des Bombers hatte kurz vor dem Aufprall nach Leibeskräften „Hissatsu!“ („Volltreffer!“) ins Radio gebrüllt, wodurch Admiral Ugaki erfuhr, dass mindestens ein amerikanisches Schiff getroffen worden war. 26 Mann der Besatzung der USS Randolph starben bei diesem Angriff, weitere 40 wurden verwundet. Die ausbrechenden Feuer auf dem Flugzeugträger konnten durch ein Reparaturschiff jedoch schnell gelöscht werden. In den nächsten Tagen wurde die USS Randolph repariert und nahm im April an der Schlacht um Okinawa teil.